# San Martín Toltepec
San Martín Toltepec är en ort i Mexiko.   Den ligger i kommunen Toluca och delstaten Mexiko, i den sydöstra delen av landet, 60 km väster om huvudstaden Mexico City. San Martín Toltepec ligger 2 685 meter över havet och antalet invånare är 2 753.
Terrängen runt San Martín Toltepec är platt norrut, men söderut är den kuperad. Runt San Martín Toltepec är det tätbefolkat, med 683 invånare per kvadratkilometer. Närmaste större samhälle är Toluca, 9,0 km sydost om San Martín Toltepec. Trakten runt San Martín Toltepec består till största delen av jordbruksmark.